# Zwergkaninchen (Hauskaninchen)

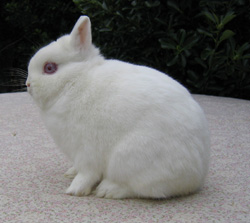
Hermelinkaninchen

Unter Zwergkaninchen im Sinne der Rassekaninchenzucht wird eine Gruppe kleiner (zwergwüchsiger) Hauskaninchenrassen verstanden. Wie alle ebensolchen sind sie somit domestizierte Formen des Wildkaninchens (Oryctolagus cuniculus) und sind solcherart nicht zu verwechseln mit der nordamerikanischen Art Zwergkaninchen (Brachylagus idahoensis).
Zwergkaninchen sind als Heimtiere, aber auch als Rassekaninchen zu Ausstellungszwecken sehr beliebt.

## Rassen
Die Zwergkaninchen umfassen folgende Rassen:

### Hermelinkaninchen
Das Hermelinkaninchen ist ein ganz weißes Zwergkaninchen, das nur zwischen einem und zwei Kilogramm wiegt. Es gibt Hermelinkaninchen mit roten oder blauen Augen. Die Kaninchen mit roten Augen sind Albinos und daher besonders lichtempfindlich. Der Körper des Hermelinkaninchens ist gedrungen und walzenförmig und das Becken ist gut gerundet. Der Kopf sitzt ohne sichtbaren Hals auf dem Körper und ist im Vergleich zu diesem relativ groß.

### Farbenzwerge
Farbenzwerge gibt es in verschiedenen Farben und sowohl mit kurzem als auch langem Fell. Sie wiegen nicht mehr als zwei Kilogramm und entsprechen in Körperbau und Typ dem Hermelinkaninchen.

### Fuchszwerg
Das Fuchskaninchen oder Fuchszwerg ist ein Langhaarkaninchen, das als Zwerg lediglich ein Gewicht von 1, 1 bis 1,35 Kilogramm erreicht. Es gibt das Fuchskaninchen in vielen verschiedenen Farben. Es handelt sich um eine sehr ruhige und ausgeglichene Rasse, die vom Körperbau her dem Hermelinkaninchen ähnelt.

### Rexzwerg
Das Rexkaninchen oder Rexzwerg ist ein Kurzhaarkaninchen mit besonders strukturierten Haaren, die harsch, aber nicht gewellt sind und senkrecht auf dem Haarboden stehen.

### Zwergwidder
Zwergwidder, oder auch Widderzwerge genannt, sind etwas größer als Farbenzwerge und eigentlich keine richtigen Zwergkaninchen, da ihnen der erbliche Zwergwuchsfaktor fehlt. Es gibt sie in vielen Farben. Sie haben einen gebogenen Nasenrücken und ihre Ohren hängen seitlich am Kopf, wobei die Schallöffnung innen liegt.

### Jamora
Das Jamora ist ein langhaariges Kaninchen, das normalerweise 2 bis 2,5 Kilogramm schwer wird und damit eigentlich etwas schwerer als ein Zwergkaninchen ist. Das Fell ähnelt dem Zwergfuchskaninchen und die Färbung ist vom Japanerkaninchen abgeleitet.

### Löwenkopfzwerge
Das Gewicht der Löwenkopfkaninchen oder Löwenkopfzwerge ist nicht festgelegt. Sie besitzen ein kurzes Fell und eine Löwenmähne um Kopf und Hals sowie an den Hinterläufen.

### Teddyzwerge
Teddykaninchen oder Teddyzwerge erreichen ein Gewicht von maximal 2 Kilogramm und haben ein langes, dichtes und weiches Fell. Es gibt sie in allen Farben und Zeichnungen und meist mit blauen Augen. Ihre Ohren können stehen, aber auch herabhängen.

### Teddywidder
Teddywidder sind eine Untergruppe der Teddykaninchen. Sie erreichen ein Gewicht von 2 Kilogramm und ähneln vom Aussehen her dem Zwergwidder; sie besitzen eine deutliche Wölbung an der Stirn und der Nasenpartie und sind mit ausgeprägten Kinnbacken versehen. Ihre Schnauzenpartie ist breit. Teddywidder haben einen kurzen, gerungenen Körperbau mit breiten Schultern, einem abgerundeten Becken und einem kurzen und kräftigen Nacken.

## Besondere Gesundheitsgefahren
Kaninchen sind überaus hitzeempfindlich und anfällig für Hitzschläge. Im Außenbereich besteht bereits ab Temperaturen von etwa 30 °C deutlich erhöhte Gefahr, in Innenräumen mit schlechter Luftzirkulation oder bei direkter Sonneneinstrahlung auch bereits ab etwa 25 °C. Dabei sind Zwergkaninchen noch stärker gefährdet als viele größere Rassen oder Wildkaninchen, da bei ihnen die beiden wichtigsten Wege zur Regulation der Körpertemperatur aufgrund körperlicher Besonderheiten eingeschränkt sind.
Dies betrifft einerseits das in den Nebenhöhlen befindliche System aus arteriovenösen Anastomosen, über die bei Bedarf mittels zirkulierender Atemluft Wärme abgegeben werden kann. Diese Funktion ist aufgrund ihres meist kurzen, rundlichen Kopfes bei Zwergkaninchen eingeschränkt. Andererseits besitzen Zwergkaninchen im Verhältnis zur Körpergröße oft deutlich kleinere Ohren als größere Rassen oder wilde Arten. Mitglieder der Familie der Hasen (Leporidae) nutzen die Fläche ihrer Ohren zur Regulation der Körpertemperatur, weshalb in heißen Regionen beheimatete Arten auch besonders große Ohren besitzen, so z. B. der Eselhase. Die künstlich kleingezüchteten Ohren vieler Zwergkaninchenrassen, insbesondere dem Hermelin, schränken die Tiere daher in ihrer Thermoregulation ein, was die Gefahr eines Hitzeschadens nochmals deutlich erhöht.

## Genetische Besonderheiten

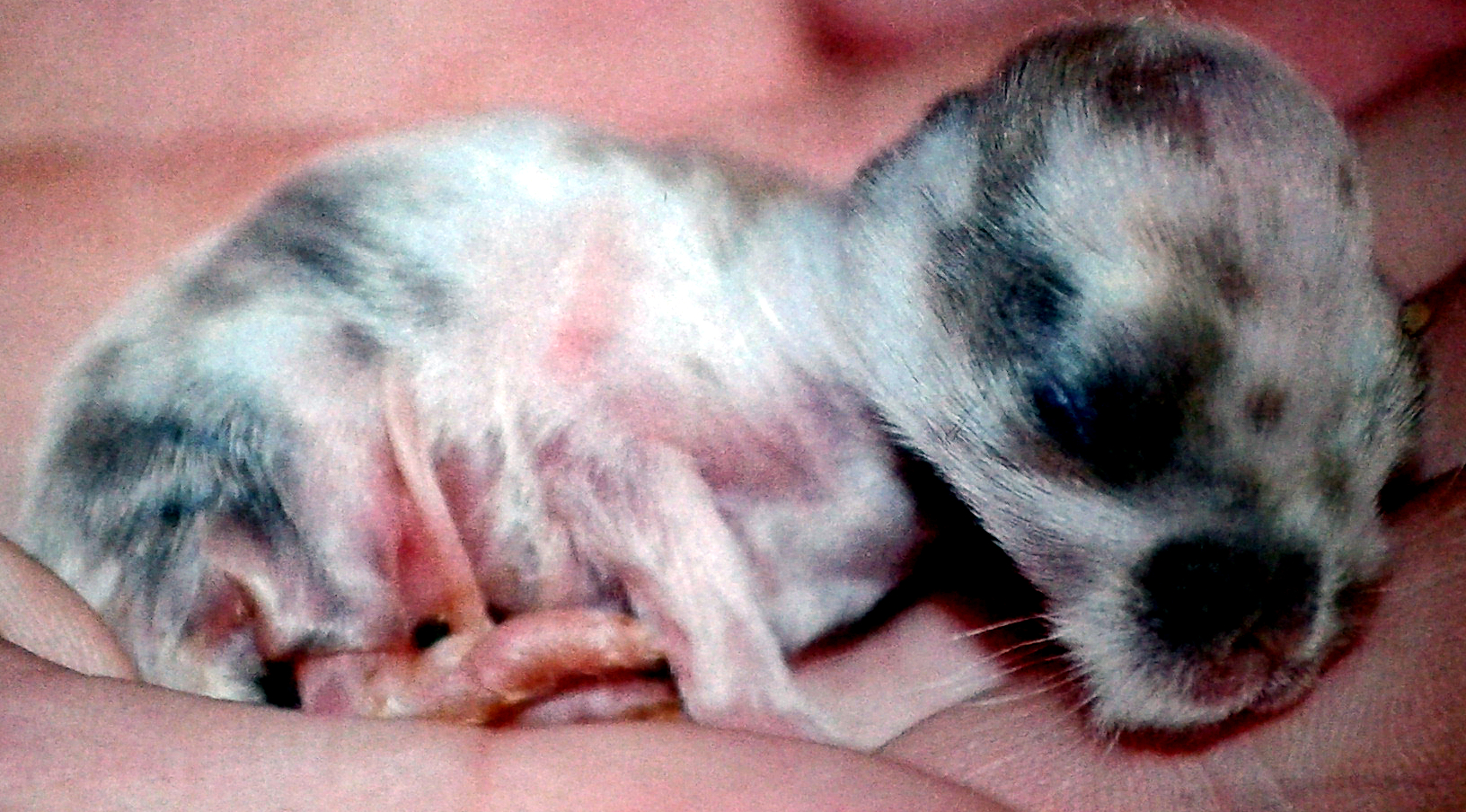
Homozygoter Zwerg aus der Verpaarung zweier Zwergkaninchen (nicht lebensfähig)

Bis auf die Zwergwidder tragen alle Rassen den Zwergfaktor, der die typische Körperform hervorruft. Der Zwergfaktor ist in seiner homozygoten Form tödlich, so dass zwei Zwergkaninchen nicht miteinander verpaart werden dürfen (Qualzucht).